# بيدر رفيع
بيدر رفيع قرية سورية تتبع ناحية الناصرة في منطقة تلكلخ في محافظة حمص. بلغ عدد سكانها 1,206 نسمة في عام 2004 حسب إحصاء المكتب المركزي للإحصاء.